# Литература Камбоджи

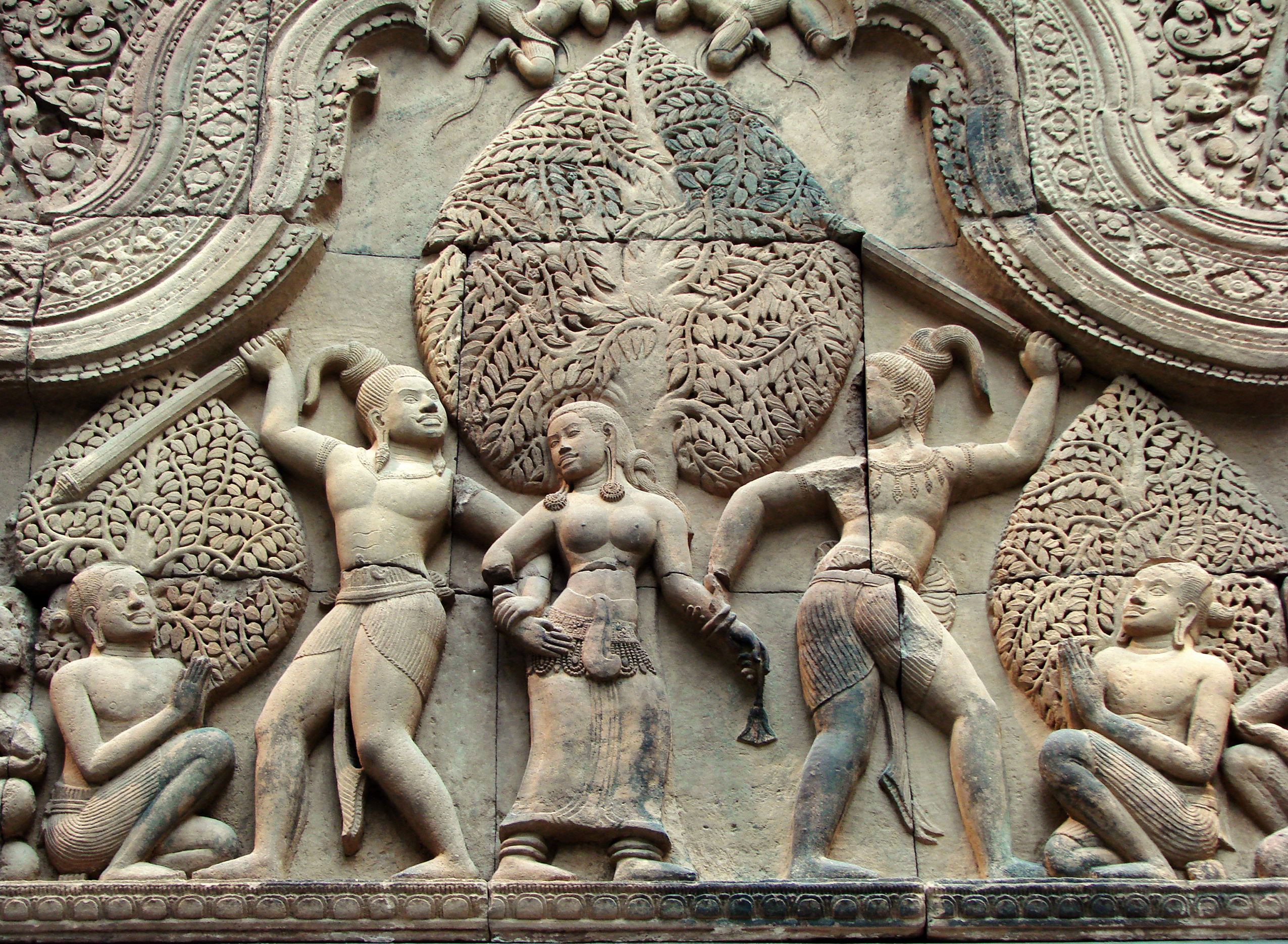
Сцена из «Махабхараты» в каменном барельефе Ангкор-Ват: две Асуры — братья Сунда и Упасунда, сражающиеся за красивую апсару Тилоттаму. Некоторые древние камбоджийские легенды находились под влиянием индуисткого эпоса.

Камбоджийская или кхмерская литература имеет очень древнее происхождение. Как и большинство южноазиатских национальных литератур, её традиционный корпус состоит из двух различных форм:
- Письменная литература, которая в основном ограничивается королевскими дворами или буддийскими монастырями.
- Устная литература, которое базируется на местном фольклоре. Она находится под сильным влиянием буддизма, доминирующей религии, равно как и индуистских эпосов Рамаяна и Махабхарата.

Литература Камбоджи разделяется также на периоды: доангкорский (с появления письменности на территории Камбоджи — около 2—9 вв.), ангкорский (802—1433), средний период (1434—1862), период французского колониализма (1863—1953), современная литература (с 9 ноября 1953 года).

## Древние надписи на камнях
Свидетельством о древности кхмерского языка являются множественные эпиграфические надписи на камнях. Эти надписи были тем свидетельством, что позволило восстановить историю Кхмерской империи.
Эти надписи на колоннах, стелах и стенах пролили свет на королевскую линию, религиозные предпочтения, территориальные завоевания и внутреннюю организацию королевства. К ним относятся надписи на санскрите на стелах в храмах Вокань и Тонле-Бати (6 в.). Надпись в храме Тонле-Бати прославляет короля Рудравармана, Будду, его отца — Каудинья Джайявармана.

## Буддистские тексты

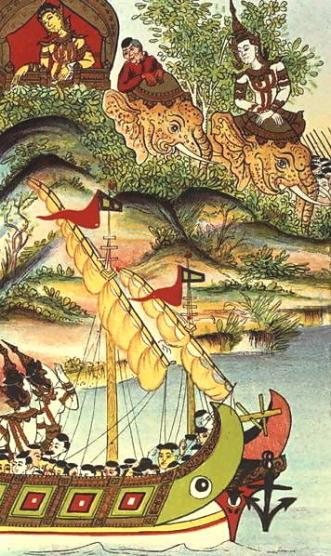
Иллюстрация к камбоджийской сказке Ворвонг и Сорвонг.

В соответствии с надписями, одним из самых древних кхмерских документов были переводы комментариев буддийских текстов Трипитаки на язык пали, написанные кхмерским письмом.
Эти тексты были написаны монахами с помощью трафаретов пальмовых листьев в Пальмире. Они хранились по всей стране в разных монастырях и многие из них подверглись разрушению Красными кхмерами.

## Ангкорский период
От Ангкорского периода сохранились памятники-надписи на камне. В этот период тексты писались также на пальмовых листьях с деревянными обложками. По веяниям Брахманизма и буддизма в текстах на санскрите описывались подвиги великих людей и богов. К известным представителям этого направления относятся Яшоварман II, Кавишвара, Ёкиндра, Субхадра.
Писались тексты и на древнекхмерском языке — надпись в Акйоме в долине Муна (609 г.).
К значительным произведениям этого периода относятся: поэма Индрадеви, эпос «Реамкер» по мотивам «Рамаяны», «Реамкер», к поэтам и прозаикам — Каосатхипадэй Ка̀у, Ду́онг, Тьей Нон, Нэ̀акпа̀нг, Сампхѐар, Пхокдэй, Аньтьит и др.

## Средний период
В средний период написана поэма-сказание «Тум и Тѐау» (15 в.) о трагической любви юноши и девушки.

## Период французского колониализма
Французская колония страны замедлила развитие литературы. В это время работали писатели: Соттан Прэйтьеа Эн, Саом Лоть, Ну Кан и др.
Значительные произведения: поэма «Листки околоцветника банана» и др.
Одно из лучших произведений этого времени — поэма «Сратоп Тьек» Бамраэ Утей Нгынга, написанная на материале древних сказаний.
В этот период написаны «Королевские хроники» или «Камбоджийские хроники» — сборник исторических рукописей, описывающих времена от 1430 года до начала 16-го века..
Этот период истории Камбоджи считается темными веками — концом кхмерской империи. Последний король упоминается в древних надписях — король Джаяварман Парамешвара, правивший с 1327 по 1336 годы.
В 30-е годы 20 века в стране появился жанр романа. Написаны романы: «Пайлинская роза» (1936) Ньок Тхаема, «Увядший цветок» (1947) Ну Хача и «Сопхат» (1938) Рым Кина. Написан на кхмерском языке — «Пайлинская роза».

## Современный период
После Второй мировой войны Камбоджа получила независимость. В школах стали изучать свой язык и литературу. В 1955 году была создана Ассоциация кхмерских писателей и журнал «Аксарсастр» («Литература»).
К современным писателям Камбоджи относятся писатели прозаики Тиу Оль, Хэль Сумпха, Суон Сурин, Ноп Саван; поэты Хенг Ян, Дуть Сидим, Кенг Бансак, Сет, Суй Хиенг и др.
После победы «красных кхмеров» в гражданской войне в Камбодже в 1975 году и установления там ультралевого режима на камбоджийских писателей начались гонения. Часть из них вынуждена была переселиться в деревни, жить с крестьянами, работать на сельскохозяйственных работах. В рамках полпотовской «борьбы против суеверий» и буддийской религии вычищался кхмерской фольклор,.
Поражение режима Пол Пота и создание Народной Республики Кампучии привело к восстановлению престижа писателей, частичного восстановления буддизма в качестве государственной религии и возобновления интереса к традициям литературы и местного фольклора.
Современные литераторы проводят работу по сбору, систематизации и публикации кхмерского фольклора во всех его местных жанрах: нравоучительные стихи (тьбап), сказка, басня (рыанг), стихи для пения (тямриенг).

## Фольклор
Камбоджийский фольклор имеет богатое наследие и разнообразные устные традиции. Он включает в себя легенды, сказки и песни о мифических героях и призраков. До 19 и 20 веков часть ин них не была записана и хранилась в устной форме.
Многое из фольклора было заимствовано из индийского эпоса Рамаяна и Махабхарата, из буддийских сказок Джатака.
К местному фольклору относятся легенды в стихах. Их героями были князья и сверхъестественные существа.
Героями сказок часто были Ворвонг и Сорвонг — кхмерские принцы, впавшие в немилость у правителей. В 2006 году по историям с персонажами Ворвонг и Сорвонг был поставлен танец в Королевском балете Камбоджи.
В национальном парке Камбоджи есть два холма, названные в честь двух героических братьев Ворвонг и Сорвонг.